# Ignacio Cárdenas Acuña
Ignacio Cárdenas Acuña (Matanzas, 1924-Miami, 2022), escritor cubano, especializado en el género policiaco. Está considerado el decano de la literatura policiaca cubana y, junto a Rodolfo Pérez Valero, Armando Cristóbal y Alberto Molina, uno de los pioneros fundadores.

## Biografía
En 1969, su primera novela, Enigma para un domingo (thriller de estilo hammetiano), obtuvo un premio en el Concurso de Novelas Cirilo Villaverde de la Unión Nacional de Escritores y Artistas de Cuba, UNEAC. Esta novela fue traducida a diversos idiomas, constituyó un éxito de librería desde su primera publicación y en sucesivas tiradas superó el millón de ejemplares. Enigma para un domingo se convirtió en el hito del boom de los 70 de la literatura policíaca tanto en Cuba, como en el resto los países de habla hispana que cultivan el género.
A esta novela siguieron Con el rostro en la sombra, Preludio para un asesinato y un libro de cuentos policíacos, todos con muy buena aceptación por los lectores y la crítica. 
El ingeniero Cárdenas es graduado en Guiones para Radio y Televisión, posee un postgrado de Periodismo Literario y perteneció al personal de dirección de la revista Enigma, de la Asociación Internacional de Escritores Policiacos, AIEP. Ha asistido a la Semana Negra de Gijón, en España, y a otros encuentros internacionales de literatura policiaca en Sarasota y Filadelfia.
Murió el 2 de diciembre del 2022 en Miami, Florida, a la edad de 98 años.

## Obras publicadas

### Novelas
- Enigma para un domingo – La Habana, 1971. Reeditada en La Habana en 1977, 1979 y 1985, en Berlín, 1974, en Bucarest, 1975, en Kiev, 1975, en Sofía, 1978, en Budapest, 1981, en Moscú, 1992, y en Miami, 2011.
- Preludio para un asesinato – La Habana, 1981. Reeditada en Budapest en 1985.
- Con el rostro en la sombra – publicada en La Habana, 1981.
- Hipnosis: la puerta hacia el pasado, (con Juan Caballero) – Publicada en Miami, 2004.
- Los duros no lloran – Publicada en Miami, 2013.
- Crónica de una involución en 62 sonetos - Publicada en Miami, 2021
- El anillo de boda del diablo - Publicada en Miami, 2021
- Román el infalible - publicado en Miami, 2021

### Libros de cuentos
- Román el Infalible  - (con Oscar Ortiz) – Publicado en Miami, 2007.

### Obras en antologías
- El que la hace… ¿la paga? – 2006
- Varios cuentos policiacos cubanos - 1980
- Cuentos policiacos - 1973

## Premios y reconocimientos recibidos
- Mención de Novela Policiaca Concurso Aniversario de la Revolución en 1981 por Con el rostro en la sombra
- Mención de Novela, Concurso Cirilo Villaverde de la UNEAC en 1969 por Enigma para un domingo